# Belonioscyphella
Belonioscyphella — рід грибів родини Helotiaceae. Назва вперше опублікована 1918 року.

## Класифікація
До роду Belonioscyphella відносять 3 види:
- Belonioscyphella hypnorum
- Belonioscyphella pluriseptata
- Belonioscyphella pruinifera